# Midori-ku (Sagamihara)
Midori-ku (緑区?) è uno dei tre quartieri amministrativi della città di Sagamihara, in Giappone.